# Austrazenia tusa
Austrazenia tusa är en fjärilsart som beskrevs av Swinhoe 1902. Austrazenia tusa ingår i släktet Austrazenia och familjen nattflyn. Inga underarter finns listade i Catalogue of Life.